# Burcht Sooneck
De Burcht Sooneck (Duits: Burg Sooneck), ook bekend onder de namen Saneck of Sonneck, is een burcht in het Boven Midden-Rijndal bij Niederheimbach tussen Bingen en Bacharach. De burcht maakt sinds 2002 deel uit van het UNESCO werelderfgoed.

## Geschiedenis

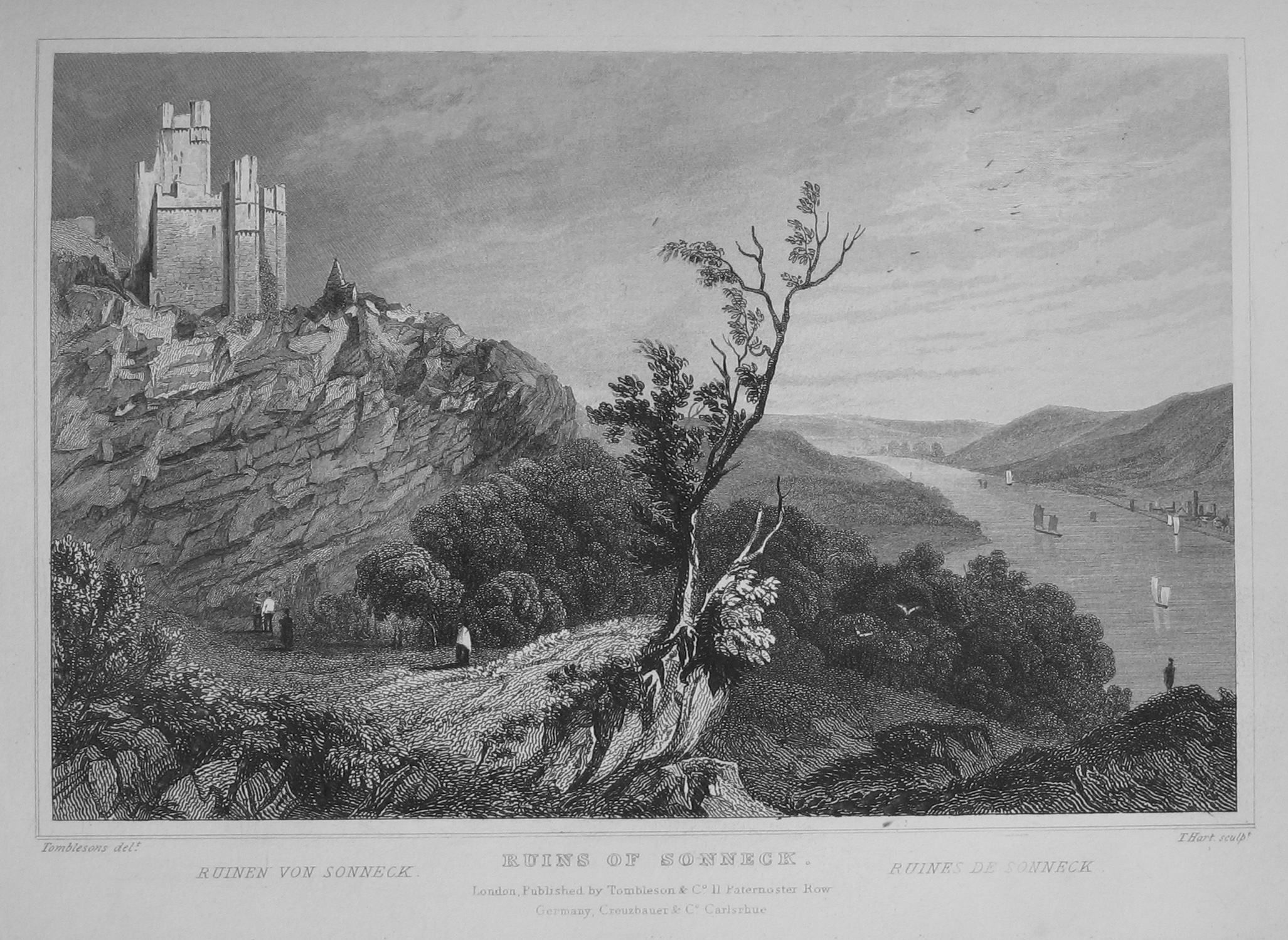
De ruïne in 1840 volgens een staalgravure van William Tombleson

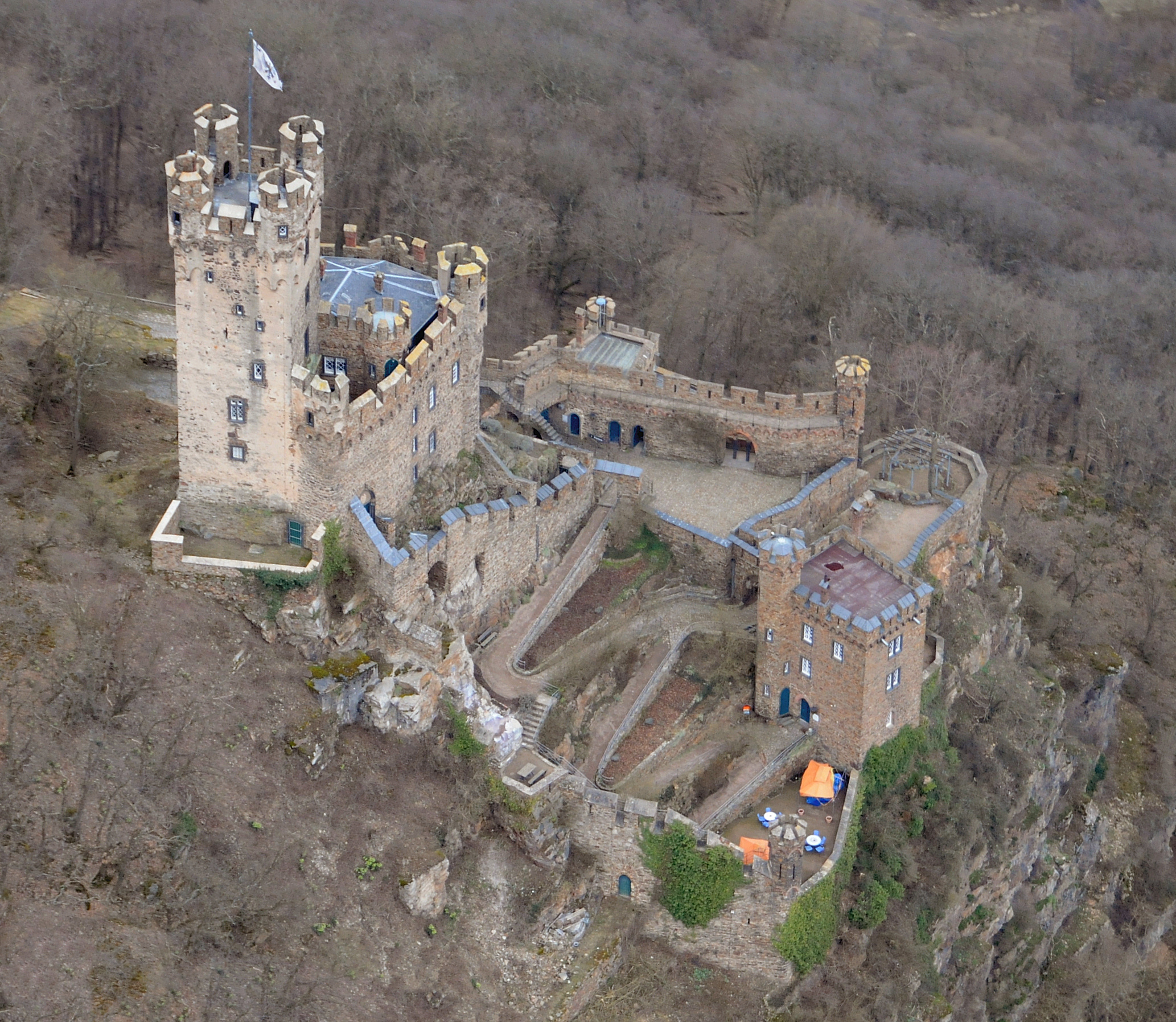
luchtfoto van Sooneck

Volgens recent onderzoek kan de eerste vermelding van de burcht in het jaar 1271 worden vastgesteld. Net als de naburige burcht Reichenstein waren het de heren Van Hohenfels die als voogden van de abdij Kornelimünster bij Aken de burcht bestuurden. De bewoners van de burcht ontwikkelden zich echter ras als beruchte roofridders en verhoogden onrechtmatig en willekeurig de tol, hetgeen de toorn van het Verbond van Rijnlandse Steden opwekte. De burcht werd in het jaar 1282 daarom door Rudolf van Habsburg belegerd en veroverd. Daarna gelastte de koning een herbouwverbod, zodat het zich niet opnieuw tot een roversnest kon ontwikkelen. De koning bevestigde dit besluit nogmaals uitdrukkelijk in het jaar 1290, het jaar dat de Keur-Palts de voogdij van de burcht verwierf. Later, in 1344, verkreeg de aartsbisschop van Mainz het eigendom van de voormalige bezittingen van het Kornelimünster. Pas in het jaar 1349 werd het wederopbouwverbod door keizer Karel IV opgeheven.
De burcht werd in 1346 door aartsbisschop Hendrik III aan de ridder Johan Marchall van Waldeck als leen overgedragen, die de vesting in de daaropvolgende jaren liet herbouwen. Na zijn dood erfden zijn vier zonen het leen. De verschillende families die nu de burcht bewoonden konden niet goed met elkaar overweg en bestreden elkaar voortdurend om het erfdeel. Herhaaldelijk moest de vrede van de burcht opnieuw worden gesloten. Toen de familielijn in 1553 uitstierf met de dood van Filip Melchior bewoonde de familie Breidbach van Bürresheim de burcht. Nadat ook die familie uitstierf begon de burcht in verval te raken.
Het aartsbisdom van Mainz verhuurde in 1774 de ruïne aan vier inwoners van Trechtingshausen, die er wijngaarden aanplanten. Later kwam het ruïnecomplex in het bezit van het dorp Niederheimbach.
Tijdens een Rijnreis besloot de toenmalige kroonprins van Pruisen, Frederik Willem IV, samen met zijn broers de prinsen Wilhelm, Karel en Albert, de ruïne te herbouwen als jachtslot. Omstreeks die tijd was het hoofdgebouw van de burcht nog een goed behouden ruïne, waarvan slechts de daken en de verdiepingen ontbraken. Bij de wederopbouw, die werd ontworpen door de militaire architect Carl Schnitzler, bleven de historische structuren grotendeels bewaard en werden gebouwen toegevoegd in romantische stijl. Het Pruisische wapen boven de noordelijke poort van de burcht dateert uit deze periode. Meningsverschillen binnen de koninklijke familie, de gevolgen van de maartrevolutie in Duitsland in 1848 en ten slotte de ziekte en dood van de koning verhinderden dat de burcht ooit als jachtslot werd gebruikt. De bouwwerkzaamheden werden in 1861 afgesloten maar nooit zou er iemand van hen wonen.
Na de Eerste Wereldoorlog werden de aristocratische bezittingen genationaliseerd en zo viel de burcht Sooneck in het bezit van de staat. Na de Tweede Wereldoorlog werd de burcht overgedragen aan de deelstaat Rijnland-Palts. De burcht kan in het kader van rondleidingen worden bezichtigd.

## Inrichting
In de Tweede Wereldoorlog werd de burcht geplunderd, waardoor er geen oorspronkelijk meubilair meer voorhanden is. De burcht werd gevuld met neogotisch en biedermeier meubilair uit het slot Stolzenfels. In de eetzaal maakt een schilderij uit 1825 met een scène uit de bevrijdingsoorlogen tegen Napoleon indruk. Daarnaast bevinden zich er enkele schilderijen uit het koninklijk bezit en sinds 1991 herbergt de burcht ook de omvangrijke schenking van de familie Van Köth-Wanscheid met historische meubels, tekeningen en schilderijen van onder andere Johann Caspar Schneider en Georg Schneider.